# Monte Melaccio
Il Monte Melaccio o Pizzo Mellasc (2.465 m s.l.m.) è una montagna delle Alpi Orobie, in Lombardia. 

## Geografia
Il Pizzo Varrone si trova nella parte occidentale delle Alpi Orobie, nel Gruppo del Tre Signori. La prominenza topografica del monte è di 272 metri.

## Leonardo da Vinci e il Monte Melaccio
Il Monte Melaccio è stato raffigurato da Leonardo da Vinci in uno dei suoi disegni conservati nel Codice Windsor, al foglio 12410. Durante i suoi viaggi in Lombardia nel XV secolo, Leonardo osservò e studiò le montagne delle Alpi Orobie, affascinato dalla loro conformazione e imponenza. I suoi schizzi dimostrano un'attenzione scientifica alla morfologia montuosa, combinando arte e osservazione naturalistica.

## Escursionismo
Il Monte Melaccio è una meta ambita da escursionisti e alpinisti, grazie alla rete di sentieri che attraversa l'area.